# Список послов России в Ольденбурге
В статье представлен список послов России в Ольденбурге.

## Хронология дипломатических отношений
- 6 августа 1829 г. — установлены дипломатические отношения между Россией и Ольденбургом.
- 1829—1855 гг. — дипломатические отношения осуществлялись через российскую миссию в Гамбурге.
- 1855—1866 гг. — дипломатические отношения осуществлялись через миссию в Ганновере.
- 1866—1883 гг. — дипломатические отношения осуществлялись через миссию в Гамбурге.
- 1883—1888 гг. — дипломатические отношения осуществлялись через миссию в Дрездене.
- 1888—1914 гг. — дипломатические отношения осуществлялись через миссию в Гамбурге.
- 19 июля 1914 г. — дипломатические отношения разорваны после объявления Германией войны России.

## Список послов
| Срок полномочий                  | Посол                          | Годы жизни | Комментарии                                                   |
| -------------------------------- | ------------------------------ | ---------- | ------------------------------------------------------------- |
| 6 августа 1829 — 3 мая 1850      | Генрих Антонович Струве        | 1770—1850  | Министр-резидент до 26 июня 1843, затем посланник             |
| 3 мая 1850 — 3 мая 1855          | Густав Андреевич Струве        | 1801—1865  | Посланник                                                     |
| 8 июня 1855 — 5 января 1857      | Феликс Петрович Фонтон         | 1801—18..  | Посланник                                                     |
| 9 января 1857 — 10 сентября 1866 | Иван Эммануилович Персиани     | 1790—1888  | Посланник                                                     |
| 10 сентября 1866 — 3 марта 1874  | Отто Эрнстович Фегезак         | 1808—1874  | Министр-резидент                                              |
| 16 марта 1874 — 20 мая 1880      | Карл Андреевич Гельцке         | 1826—1910  | Поверенный в делах до 14 декабря 1876, затем министр-резидент |
| 20 мая 1880 — 10 мая 1888        | Александр Михайлович Менгден   | 1819—1903  | Министр-резидент                                              |
| 10 мая 1888 — 15 января 1891     | Артур Павлович Кассини         | 1835—1919  | Министр-резидент                                              |
| 15 января 1891 — 24 мая 1900     | Александр Владимирович Вестман | 1846—1923  | Министр-резидент                                              |
| 24 мая 1900 — 1910               | Сергей Васильевич Арсеньев     | 1854—1922  | Министр-резидент                                              |
| 1910                             | Маврикий Эдуардович Прозор     | 1849—1928  | Министр-резидент                                              |
| 1910 — 19 июля 1914              | Николай Николаевич Демерик     | 1855—19??  | Посланник                                                     |